# Nullbund

Nullbund auf dem Griffbrett einer E-Gitarre der Marke Gretsch, Modell Nashville

Als Nullbund (englisch Zero Fret) wird das Bundstäbchen vor dem 1. Bund, direkt hinter dem Sattel, auf dem Griffbrett von Saiteninstrumenten bezeichnet.
Die Saiten eines mit Nullbund ausgestatteten Instrumentes liegen auf diesem Bund stets auf, wodurch ungegriffen angespielte Saiten („Leersaiten“) genauso wie gegriffene Saiten klingen. Gelegentlich wird für den Nullbund im Vergleich zur übrigen Bundierung stärkerer Bunddraht gewählt. Dies geschieht, weil der Nullbund den höchsten Auflagepunkt der Saiten auf dem Griffbrett bilden muss, damit die Saiten beim Anspielen keine unwillkommenen Nebengeräusche aufgrund zu niedriger Lage verursachen („Schnarren“). Dem unmittelbar vor dem Nullbund liegenden Sattel fällt damit nur noch die Aufgabe zu, den Abstand zwischen den einzelnen Saiten zu bestimmen.
Ein Nullbund hat mehrere Vorteile: Die Höhe der übrigen Bundstäbchen des Instruments lässt sich bei deren Montage („Bundierung“) leichter abgleichen. Eine Justierung der Tiefe der Sattelkerben entfällt, da der Nullbund die Höhe der Saitenlage bestimmt. Außerdem ist ein metallener Nullbund, verglichen mit Knochen- und Kunststoffsätteln, weniger anfällig für Verschleiß durch die Reibung der Saiten.
Gitarristen, deren Spielweise auf starkes Saitenziehen (String-bending) ausgerichtet ist, empfinden einen Nullbund allerdings häufig als störend, weil die Saiten durch seitliches Verschieben erst in der Führung der Sattelkerben eine Begrenzung erfahren. Die Saiten gleiten beim Ziehen auch über den davorliegenden Nullbund, der das Bending einerseits etwas erschwert und andererseits einzelne Saiten gelegentlich außerhalb ihrer ursprünglichen Ausgangslage belässt.
Der Nullbund tauchte im Instrumentenbau erstmals in den 1920er-Jahren auf und gilt als europäische, wenn nicht sogar als deutsche Innovation. Einen Hinweis darauf gibt der anglo-amerikanische Sprachgebrauch, in dem der Nullbund auch als German Fret („Deutsches Bundstäbchen“) bezeichnet wird. In der Tat ist der Nullbund bei vielen stahlbesaiteten Instrumenten europäischer Fertigung zu finden, unter anderem auf den Griffbrettern der legendären Maccaferri-Gitarren.

## Echter und erhöhter Nullbund

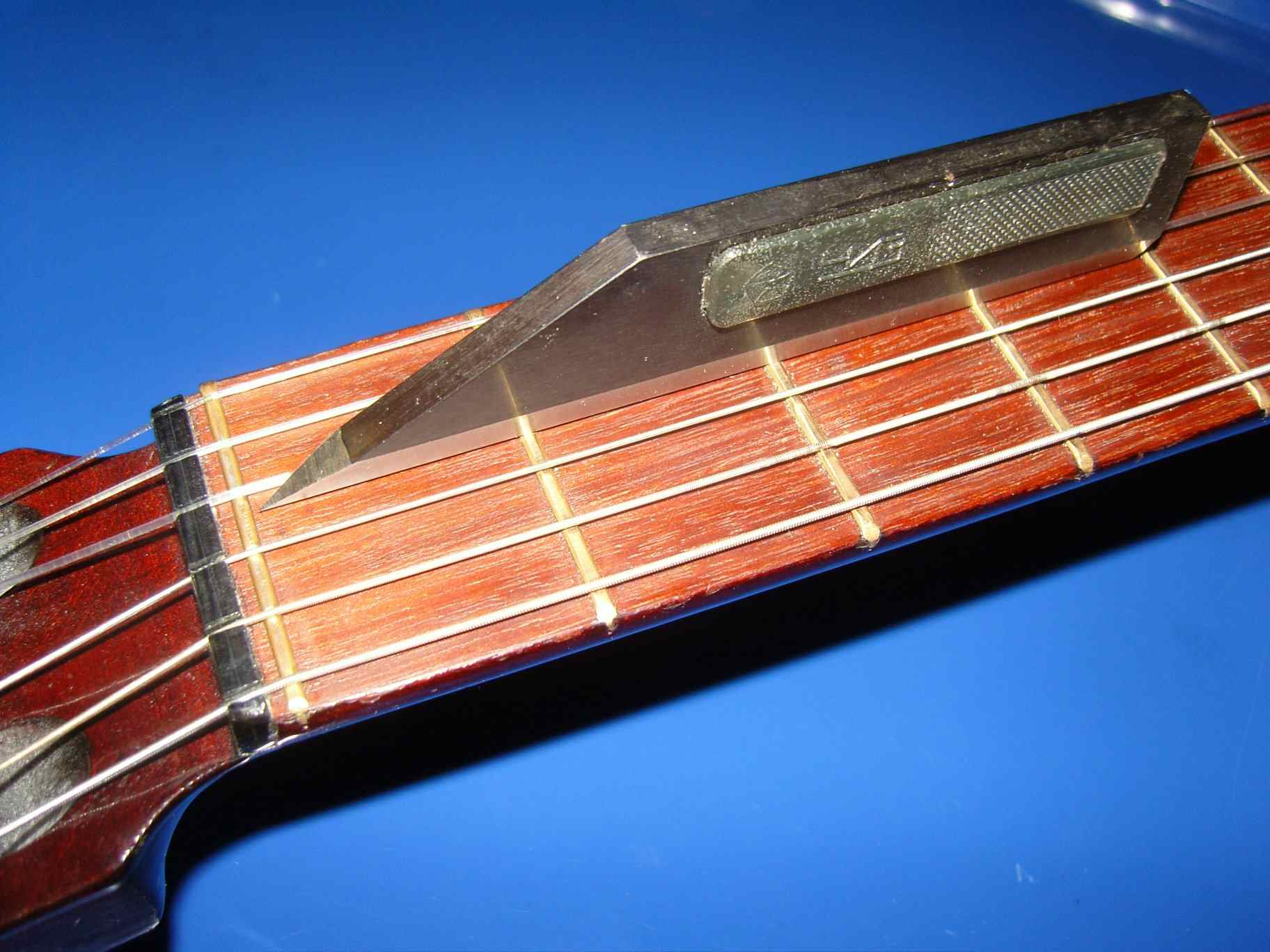
Prüfung der Nullbundhöhe

Ein echter Nullbund liegt vor, wenn die Höhe des letzten Bundstäbchens in Fortsetzung des Griffbrettes in der gleichen Höhe ist wie die der vorhergehenden Bünde. Ein unechter Nullbund hat ein höheres Bundstäbchen und hat dadurch eine höhere Saitenlage zur Folge, was zu den gleichen Intonationsproblemen führt wie bei dem mehr gebräuchlichen Obersattel.   

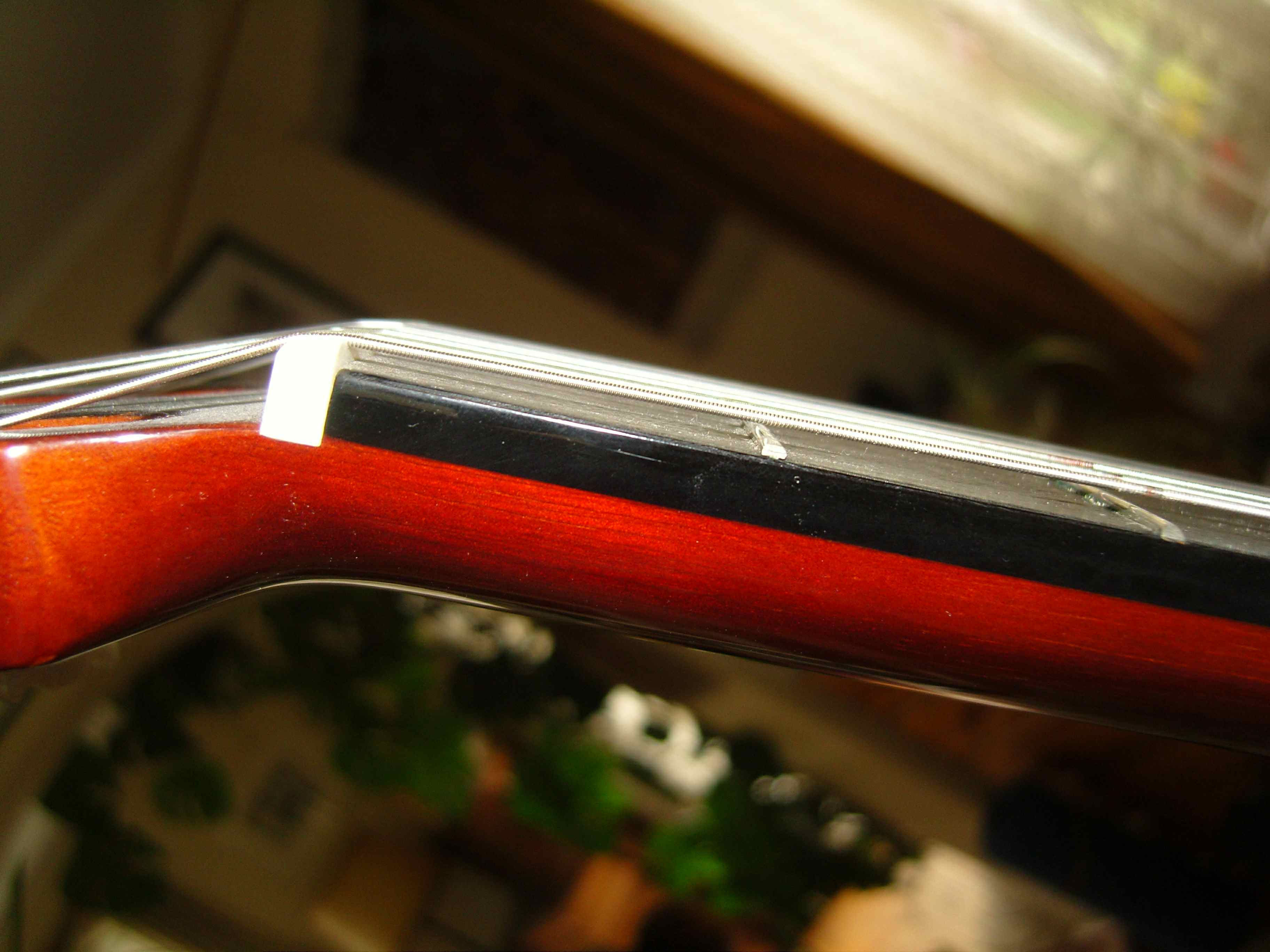
Hohe Saitenlage einer Konzertgitarre

## Intonation der Gitarre in erster Lage
Unter Intonation versteht man die genaue Einhaltung der Tonhöhe der gleichstufig temperierten Stimmung, beziehungsweise die Abweichung der Tonhöhe eines gespielten Tones vom vorgegebenen Sollwert.
Die Anhebung der Saiten durch den Obersattel oder unechten Nullbund bewirkt, dass die Saitenspannung beim Niederdrücken am ersten und zweiten Bund größer ist als an den darauffolgenden Bünden. Je höher die Saitenlage, desto deutlicher wird die Verstimmung der gegriffenen Noten. Am stärksten betroffen ist die G Saite mit dem Gis am ersten Bund und damit der E-dur Akkord in der ersten Lage. Bedingt durch die gleichstufige Temperierung ist die Terz bereits höher als im natürlichen Dreiklang und aufgrund der zusätzlichen Erhöhung durch die Saitenspannung am ersten Bund wird der Ton noch mehr verstimmt. Eine zu hohe Saitenlage am Griffbrettende macht die erste und zweite Lage bei vielen Gitarren nahezu unspielbar. Abweichungen des Gis am ersten Bund von +10 Cent sind keine Seltenheit, vor allem bei Stahlsaiten.
Eine sehr niedrige Saitenlage am Obersattel oder Nullbund verbessert zwar die Intonation und die Bespielbarkeit, aber die Gefahr des Saitenklirrens wird größer. Zum Ausgleich muss die Saitenlage am Steg erhöht werden. Ein gekrümmtes Griffbrett ist im klassischen Gitarrenbau bislang nicht üblich. Nur die Konzertzither kennt ein solches Griffbrett mit entsprechenden Korrekturen der Bundabstände, um trotz der Griffbrettkrümmung die genaue Intonation zu erreichen. Außerdem kann bei E-Gitarren die Krümmung des gesamten Halses mehr oder weniger gut justiert werden.